# Szymon Ziółkowski
Szymon Jerzy Ziółkowski (Poznań, 1º luglio 1976) è un politico ed ex martellista polacco.
Nel suo palmarès, oltre all'oro olimpico di Sydney 2000, figurano anche tre medaglie, una d'oro e due d'argento rispettivamente ai Mondiali 2001, 2005 e 2009.

## Biografia
Il 23 agosto 2014 Paweł Fajdek supera di 10 centimetri il suo primato nazionale a 83,38 metri che perdurava dal 5 agosto del 2001.
Nel 2015 si presenta alle Elezioni parlamentari in Polonia venendo eletto, come primo della lista, nel partito Piattaforma Civica nel distretto di Poznań con 29.760 voti.

## Record nazionali

### Seniores
- Lancio del martello: 83,38 m ( Edmonton, 5 agosto 2001) ex-

## Palmarès
| Anno | Manifestazione    | Sede       | Evento              | Risultato | Prestazione | Note                                     |
| ---- | ----------------- | ---------- | ------------------- | --------- | ----------- | ---------------------------------------- |
| 1994 | Mondiali juniores | Lisbona    | Lancio del martello | Oro       | 70,44 m     |                                          |
| 1996 | Giochi olimpici   | Atlanta    | Lancio del martello | 10º       | 76,64 m     |                                          |
| 1998 | Europei           | Budapest   | Lancio del martello | 5º        | 78,16 m     |                                          |
| 2000 | Giochi olimpici   | Sydney     | Lancio del martello | Oro       | 80,02 m     |                                          |
| 2001 | Mondiali          | Edmonton   | Lancio del martello | Oro       | 83,38 m     | Record dei campionati                    |
| 2004 | Giochi olimpici   | Atene      | Lancio del martello | 13º       | 76,17 m     |                                          |
| 2005 | Mondiali          | Helsinki   | Lancio del martello | Argento   | 79,35 m     | Miglior prestazione personale stagionale |
| 2006 | Europei           | Göteborg   | Lancio del martello | 5º        | 78,97 m     |                                          |
| 2007 | Mondiali          | Osaka      | Lancio del martello | 7º        | 80,09 m     |                                          |
| 2008 | Giochi olimpici   | Pechino    | Lancio del martello | 7º        | 79,22 m     |                                          |
| 2009 | Mondiali          | Berlino    | Lancio del martello | Argento   | 79,30 m     | Miglior prestazione personale stagionale |
| 2010 | Europei           | Barcellona | Lancio del martello | 5º        | 77,99 m     |                                          |
| 2011 | Mondiali          | Taegu      | Lancio del martello | 7º        | 77,64 m     |                                          |
| 2012 | Europei           | Helsinki   | Lancio del martello | Bronzo    | 76,67 m     |                                          |
| 2012 | Giochi olimpici   | Londra     | Lancio del martello | 6º        | 77,10 m     |                                          |
| 2013 | Mondiali          | Mosca      | Lancio del martello | 9º        | 76,84 m     |                                          |
| 2014 | Europei           | Zurigo     | Lancio del martello | 5º        | 78,41 m     | Miglior prestazione personale stagionale |

## Altre competizioni internazionali
2001
- Coppa Europa di atletica leggera ( Brema)